# Корепанов, Алексей Яковлевич
Алексей Яковлевич Корепанов (род. 6 августа 1953, Калинин) — русский писатель-фантаст, редактор.

## Биография
Алексей Корепанов родился в 1953 году в г. Калинине (ныне г. Тверь, Россия). В 1975 году окончил исторический факультет Калининского государственного университета. Поработав немного ассистентом кафедры всеобщей истории того же университета, переехал в г. Кировоград (Украина).
В Кировограде сначала работал учителем, затем — в комсомольских, советских и партийных органах. В 1987 году был избран ответственным секретарем правления Кировоградской областной организации общества «Знание».
С 1992 года по 2007 год работал редактором всеукраинского научно-популярного и литературно-художественного журнала «Порог». В 2008 году стал издателем и редактором альманаха «Порог-АК».
Член Союза писателей России с 2005 года.
Первая публикация — рассказ «Цветные дни» (многотиражная газета «Калининец», Калинин, 1973).
Первая «фантастическая» публикация — рассказ «Что ему сказать?» (областная газета «Молодой коммунар», Кировоград, 1988).

## Краткая библиография

### Книги
- [1]Найти Эдем: Вино Асканты; Найти Эдем: Романы; Без маски; На сияющих вершинах: Повести. — Харьков, Фолио; Москва, АСТ, 1996. — 463 с — (Новая русская фантастика) 11000 экз.
- Зверь из бездны: Роман. — Донецк, «Сталкер»; Москва, АСТ, 2002. — 392 с — (Звездный лабиринт. Библиотека фантастики «Сталкера») 6000 экз.
- Время Чёрной Луны: Роман. — Харьков, Фактор, 2003. — 288 с 5000 экз.
- Зверь из бездны: Второй раунд: Роман. — Москва, АСТ, 2004. — 398 с — (Звездный лабиринт. Библиотека фантастики «Сталкера») 5000 экз.
- Знайти Едем : Роман — Київ: Джерела М, 2004. — 288 с (на украинском языке) 2000 экз.
- Тени Марса : Роман. (1-я книга цикла "Берег Красного Гора) — СПб., Крылов, 2006—352 с -(Мужской клуб: Фантастическая авантюра) — 6000 экз.
- Эхо горного храма: Роман. — М., Эксмо, 2011—448 с — Русский фантастический боевик. — 4000 экз.
- Заколдованный остров: Заколдованный остров; Зона бабочки: Романы; — Луганск, Шико, 2011—430 с — Антология МиФа. — 1000 экз.
- Стрелы в полете: Стрелы в полете: Роман; Круги рая: Повесть: Охотники неземные: Рассказ.- Луганск, Шико, 2011—344 с — Антология МиФа — 1000 экз.
- Сокровище Империи: Роман. — Луганск, Шико, 2012—349 с — Антология МиФа — 1000 экз.
- Уснувший принц: На чужом поле: Повесть; Уснувший принц: Роман.- Луганск, Шико, 2012—386 с — Антология МиФа — 1000 экз.; М., T8 RUGRAM, 2021.
- Сон Демиурга: Роман. — М., T8 RUGRAM, 2021—384 с.
- Ворота из слоновой кости: Роман. — М., T8 RUGRAM, 2021—238 с.
- Электронные книги:
- Две стороны неба (роман)
- Зверь из бездны (роман)
- Стрелы в полете (роман)
- Сон Демиурга (роман)
- Ворота из слоновой кости (роман)
- Тайны Древнего Лика (роман)
- Цикл «Наследие богов»:
- Месть Триединого
- Сокровище Империи
- Оружие Аполлона
- Копье и кровь
- Посланец Октагона
- Цикл «Походы Бенедикта Спинозы»:
- Прорыв
- Можай
- Авалон
- Грендель
- Бардазар
- Станция Солярис (сборник фантастических повестей)
- Обыкновенная прогулка (роман)
- Вино Асканты (роман)
- Заколдованный остров (роман)
- Нигде и никогда (сборник фантастических рассказов)
- Найти Эдем (роман)
- Время Черной Луны (роман)
- Уснувший принц (роман)
- Зона бабочки (роман)
- Третья сторона неба (повесть)
- Есть город золотой (повесть)
- Принять решение (повесть)
- Я пришел со звезд (роман)

#### Романы
- Найти Эдем (1996)
- Вино Асканты (1996)
- Уснувший принц (1999)
- Заколдованный остров (2011)
- Зона бабочки (2011)
- Стрелы в полете (2011)

#### Повести
- Горькие яблоки (1992)
- В некотором царстве… (1994)
- Будни (Дата смерти) (1995)
- Без маски (1996)
- На сияющих вершинах (1996)
- Раздумья Атланта (1996)
- Круги рая (1999)
- Станция «Солярис» (2000)
- Мы новый мир построим… (2007)
- На чужом поле (2012)

#### Рассказы
- Справимся сами (1988)
- Заколдованные (1989)
- Итог (1990)
- Прятки (1990)
- Не все потеряно (1992)
- Следы (1994)
- Игры на песке (1995)
- Множатся тени (1995)
- Труба восьмого Ангела (1996)
- Охотники неземные(1996)
- Воины Армагеддона (1997)
- Не поверят (2001)
- Казнить нельзя, помиловать (2002)
- Бездушные зеркала (2003)
- По другой дорожке (2003)
- Новых сообщений нет (2003)
- Если не звали (2005)
- Идет ветер, и возвращается… (2005)
- Разбить зеркала! (2005)
- Новый город (2007)
- Труба зовет (2008)
- Змеи Хроноса (2009)
- Мышка на ковре (2009)
- Часы Дэвиса (2010)
- Тайна «Урала» (2010)
- Еще до Македонского (2011)
- Уход (2011)
- В перерыве (2012)
- Отдых у моря (2013)
- Пустолуние (2013)
- Противоборство (2014)
- Мы все из Эльсинора (2015)
- Впустите меня! (2015)
- Дочь Кощея (2016)
- В зерне песка (2021)